# Hyperglycémie

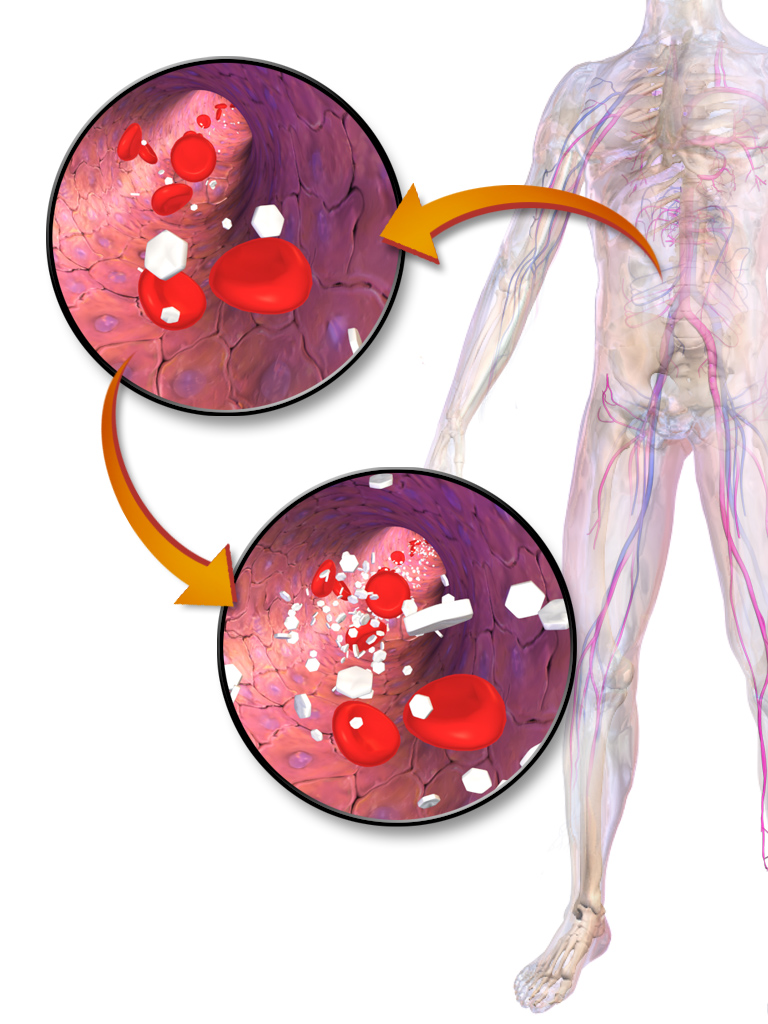
Les hexagones blancs dans l'image représentent des molécules de glucose, qui sont augmentées dans l'image inférieure.

Une hyperglycémie est une concentration en glucose dans le sang (glycémie) anormalement élevée. Pour un être humain, ceci correspond à une glycémie supérieure à 1,26 g/L (7,0 mmol/l) à jeun, et à 2,00 g/L (11,1 mmol/l) le reste du temps. Celle-ci est un des symptômes révélateurs d'un diabète.
Le contraire d'une hyperglycémie est une hypoglycémie.

## Symptômes
- Fatigue et somnolence
- Irritabilité
- Envie d'uriner (polyurie)
- Soif intense (polydipsie)
- Goût sucré ou odeur sucré dans la bouche sans raison
- Pour connaître le niveau exact de la glycémie, un dispositif appelé glucomètre peut être utilisé.

## Complications
L'hyperglycémie chronique définit le diabète, et entraîne une détérioration des vaisseaux sanguins et des nerfs, et donne lieu à des complications :
- insuffisance rénale
- rétinopathie diabétique (cécité à terme)
- impuissance
- infarctus du myocarde, artériopathie
- gangrène des extrémités (en particulier des orteils)
- polynévrite
- mononeuropathies multiples
- neuropathie végétative
- mal perforant plantaire
- infections (plus fréquentes et plus sévères)
- malformations fœtales en cas de grossesse

L'hyperglycémie provoque une hyperinsulinémie et déclenche un stockage de triglycérides dans le tissu adipeux. Voilà pourquoi les glucides (sucres) font grossir facilement, malgré un apport calorique (4 kcal/g) inférieur aux lipides (9 kcal/g).
De plus, une hyperglycémie consécutive à un repas riche en glucides provoquera souvent une hypoglycémie réactionnelle, qui redonne faim et augmente l'envie de consommer du sucre, à nouveau. Le sucre « appelle » le sucre. Voilà pourquoi certaines personnes déclarent qu'elles sont accros au sucre, indiquant ainsi leur faim exagérée, leur envie forte de consommer un aliment au goût sucré.

## Niveaux de glucose dans le sang
Le niveau de glucose (ou de sucre) dans le sang (glycémie ou glycémie) peut être mesuré avec un glucomètre. La qualification de l'état du patient dépend du résultat, selon ce tableau:
|                | Sur un estomac vide (normalement après 8 heures de jeûne)             | Après avoir mangé (de 10 minutes à 2 heures; variable, moins recommandée)                     |
| -------------- | --------------------------------------------------------------------- | --------------------------------------------------------------------------------------------- |
| Hypoglycémie   | moins de 50 mg / dL (moins de 50 mg / 100 mL ou moins de 2,78 mmol/L) | moins de 50 mg / dL (moins de 50 mg / 100 mL ou moins de 2,78 mmol/L) (circonstance anormale) |
| Niveau bas     | 50 à 70 mg / dL (de 50 à 70 mg / 100 mL ou de 2,78 à 3,89 mmol/L)     | 50 à 70 mg / dL (de 50 à 70 mg / 100 mL ou de 2,78 à 3,89 mmol/L) (circonstance anormale)     |
| Niveau adéquat | 70 à 100 mg / dL (de 70 à 100 mg / 100 mL ou de 3,89 à 5,56 mmol/L)   | 70 à 140 mg / dL (70 à 140 mg / 100 mL ou de 3,89 à 7,78 mmol/L) à son point maximum          |
| Niveau haut    | 100 à 125 mg / dL (de 100 à 125 mg / 100 mL ou de 5,56 à 6,94 mmol/L) | 140 à 180 mg / dL (de 140 à 180 mg / 100 mL ou de 7,78 a 10 mmol/L) à son point maximum       |
| Hyperglycémie  | plus de 125 mg / dL (plus de 125 mg / 100 mL ou plus de 6,94 mmol/L)  | plus de 180 mg / dL (plus de 180 mg / 100 mL ou plus de 10 mmol/L) à son point maximum        |

Un niveau de glucose élevée à long terme peut sérieusement aggraver les complications du diabète.

## Traitement de l'hyperglycémie
Le patient pourrait avoir l'un des symptômes possibles de l'hyperglycémie : goût sucré ou odeur sucrée dans la bouche sans explication apparente, soif excessive et désir d'uriner excessif (entre autres symptômes). Pour connaître le niveau exact de la glycémie, et la comparer avec des niveaux de sucre normaux, un dispositif appelé glucomètre peut être utilisé.
Une hyperglycémie grave arrive, généralement, par un diabète, et serait traitée principalement avec des médicaments antidiabétiques correspondants (par voie orale ou non), qui peuvent contenir de l'insuline ou d'une autre substance, et réduisent le sucre dans le sang. Les médicaments antidiabétiques peuvent réduire le niveau de sucre très drastiquement, raison pour laquelle ils doivent être administrés dans leur dose appropriée, ce qui évite de produire le patient l'effet inverse : une hypoglycémie.
En cas d'hyperglycémie, boire beaucoup d'eau est recommandé. De plus, il est considéré que certaines substances naturelles peuvent contribuer à réduire la glycémie. Cela comprend la cannelle, qui est normalement ingéré dans une infusion. Et comprend également le vinaigre, qui, en cas d'urgence, serait consommé directement dissous dans l'eau (non accompagné d'un autre aliment qui peut augmenter le niveau de sucre), mais en quantités modérées (dans une expérience, ils ont été utilisés ainsi de cuillères complètes à un demi-litre). Une douche avec de l'eau fraîche ou tempérée (pas chaude) pendant un quart d'heure peut être d'utilité supplémentaire (à ce sujet, la thérapie froide contre l'excès de sucre a été défendue ces derniers temps, si l’on est capable de ne pas attraper froid ou avoir d’autres problèmes dans le processus). L'exercice physique n'est pas pratique si le corps réagit à l'hyperglycémie produisant des cétones, car dans ce cas, le trouble pourrait empirer. Par conséquent, avant de faire de l'exercice physique avec une hyperglycémie, il serait pratique d'effectuer une analyse des cétones dans l'urine.
Si le patient est inconscient, il ne pourra plus consommer des médicaments par voie orale; demander les secours en appelant le téléphone d'urgence 15 ou le 112 (il y a d'autres téléphones d'urgence de différents pays ici).
Les professionnels qui traitent le patient injecteraient de l'insuline par voie intraveineuse ou par voie sous-cutanée. De plus, le patient serait hydraté (avec sodium et potassium), également par voie intraveineuse. Les injections permettent de traiter les patients déjà inconscients. Autres traitements sont possibles, surtout s'il y a un autre problème impliqué dans l'hyperglycémie.